# 세곡도서관
세곡도서관은 서울특별시 강남구의 도서관이다.

## 연혁
- 2003.06.27 개관